# 124 aC
El 124 aC va ser un any del calendari romà prejulià. Durant la República i l'Imperi Romà es coneixia com l'Any del Consolat de Longí i Calví o també any 630 Ab urbe condita o de la fundació de la ciutat). L'ús del nom «124 aC» per referir-se a aquest any es remunta a l'alta edat mitjana, quan el sistema Anno Domini va ser el mètode de numeració dels anys més comú a Europa.

## Esdeveniments

### Antic Egipte
- Ptolemeu VIII Evèrgeta II i la seva germana Cleòpatra II es reconcilien i possiblement governen associats amb Cleòpatra III, filla de Cleòpatra II i neboda-esposa de Ptolemeu VIII.[2]

### Imperi selèucida
- Alexandre II Zabinas, usurpador del tron selèucida, perd el suport de Ptolemeu VIII Evèrgeta perquè no compleix les obligacions de dependència que el rei egipci esperava.[3]
- Cleòpatra Trifena, filla de Ptolemeu VIII Evèrgeta i de la seva neboda i esposa Cleòpatra III es casa amb el rei selèucida Antíoc VIII Grip.[4]

### Pàrtia
- A la mort del seu pare Artàban II, Mitridates II el substitueix com a rei de l'Imperi Part.[5]

### República Romana
- Gai Cassi Longí i Gai Sexti Calví són elegits cònsols.[6][7]
- Gai Semproni Grac estableix una colònia a Fabratèria, un lloc proper a Fregel·les que l'any anterior (125 aC), va ser destruïda pel pretor Luci Opimi.[8]

## Naixements
- Gai Aureli Cota, germà del tribú de la plebs Luci Aureli Cota i del cònsol Marc Aureli Cota. Serà cònsol l'any 75 aC.[9]

## Necrològiques
- Artaban II de Pàrtia.[5]